# Neodiplotoxa albiseta
Neodiplotoxa albiseta är en tvåvingeart som först beskrevs av Becker 1912.  Neodiplotoxa albiseta ingår i släktet Neodiplotoxa och familjen fritflugor. Inga underarter finns listade i Catalogue of Life.